# Liesbeth van Tongeren
Liesbeth van Tongeren (Vlaardingen, 31 de marzo de 1958) es una política neerlandesa que actualmente ocupa un escaño en la Segunda Cámara de los Estados Generales para el período legislativo 2012-2017 por el Izquierda Verde (GroenLinks).
Van Tongeren es una conocida activista medioambiental en los Países Bajos, en cuya instancia llegó a ser directora de Greenpeace en su país entre 2003 y 2010. Dentro de su labor parlamentaria ha sido parte de los comités de Asuntos Económicos; Salud, Bienestar y Deportes; Infraestructura y Medio Ambiente; Interior; Relaciones del Reino; Seguridad y Justicia; entre otros.